# Tinghir
Tinghir ou Tinerhir (em árabe: تنغير; em tifinague: ⵜⵉⵏⴻⵖⵉⵔ) é uma cidade do centro-leste de Marrocos, capital da província homónima, que faz parte da região de Souss-Massa-Drâa. Em 2004 tinha 36 388 habitantes e em 2012 estimava-se que tivesse 39 768 habitantes.
Tinghir situa-se no centro do oásis do vale do rio Todgha (Todra), perto das suas famosas gargantas, no planalto que separa o Alto Atlas do Jbel Saghro, que por sua vez é um dos extremos do Antiatlas. Até 2009, quando a província de Tinghir foi criada, fez parte da província de Uarzazate. À semelhança de toda a região de Uarzazate, o oásis é povoado por amazigues (berberes) muçulmanos e a sua população totalizava cerca de 86 500 habitantes em 2004.
A cidade está rodeada pelo palmeiral de Todgha, muito denso e alongado, que ocupa apenas as margens do uádi. Alegadamente, é um dos palmeirais de tamareiras a maior altitude, mas nos últimos as tamareiras têm vindo a ser substituídas por oliveiras, as quais já existiam tradicionalmente, mas em menor número. É irrigado por uma rede de canalizações chamadas tirgwin em língua berbere. Devido à irrigação, a água do uádi generalmente não chega além do uádi Ferkla, afluente do Ghéris, exceto em épocas de grandes cheias.

## Economia
A economia de Tinghir é baseada sobretudo no comércio, que beneficia da situação geográfica no cruzamento das rotas entre as capitais regionais e as localidades vizinhas (Aït Atta a sudeste, Aït Merghad a leset, Aït Hdidou a norte e Aît Yaflman a oeste). A cidade é desde há muito um grande centro de comércio onde diferentes produtos, principalmente de primeira necessidade, se compram e vendem diariamente e por ocasião das festas e moussems. Outra atividade económica importante é o turismo. A beleza natural do oásis, das gargantas do Todgha e das montanhas do Alto Atlas, bem como os casbás e ksour, atraem os visitantes à região.
As remessas de divisas dos muitos emigrantes da região, que trabalham sobretudo na Europa (França, Bélgica, Espanha, Países Baixos, etc.), também têm dão um contributo importante à economia local. O setor agrícola, outrora o mais importante, cada vez é menos relevante, devido aos métodos àrcaicos e sobretudo à escassez de terras cultiváveis. A indústria é praticamente inexistente, à exceção de algumas atividades artesanais, como serralharia, marcenaria e lapidaria. A grande mina de prata de Imiter não contribui muito para a economia local, pois a sua atividade limita-se à extração do mineral que é explorado e exportado por uma empresa nacional (não local) que não desenvolve quaisquer outras atividades em Tinghir.